# Carlos Colón, Sr.

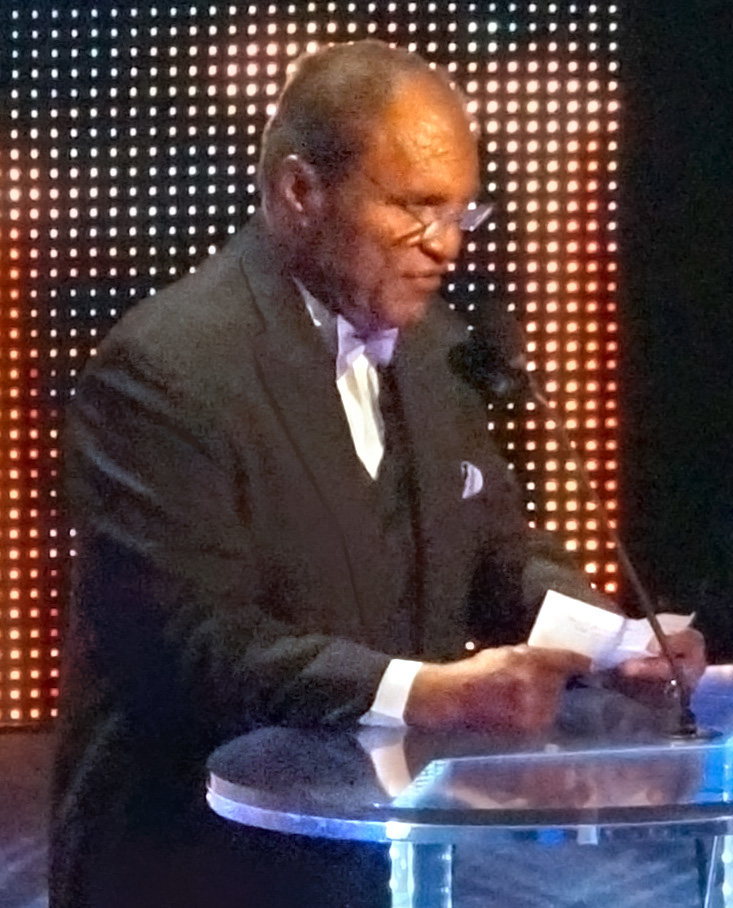

Carlos Edwin Colón González (Santa Isabel, 18 de julho de 1947), mais conhecido como Carlos Edwin Colón, Sr., é um ex-lutador de wrestling profissional porto-riquenho, tendo maior destaque ao atuar em circuitos independentes como Carlos Colón ou Carlitos Colón. Ele é o pai dos lutadores Eddie Colón e Carlito.
A companhia onde Colón teve maior destaque foi, com certeza, a World Wrestling Council. Só para ter uma ideia, Colón foi por 8 vezes Campeão de Pesos-Pesados, por 11 vezes Campeão de Duplas, por 9 vezes Campeão Porto-Riquenho de Pesos-Pesados e por incríveis 26 vezes Campeão Universal de Pesos-Pesados. Colón também teve o Título Hardcore (2 vezes), o Título Júnior de Pesos-Pesados (1 vez), o Título Mundial de Pesos-Pesados (2 vezes), o Título Mundial de Duplas (3 vezes) e o Título Mundial Televisivo (4 vezes).
Pela National Wrestling Alliance, Colón foi por uma vez Campeão Mundial de Pesos-Pesados da NWA, mas este reinado não contou como oficial. Em 1993, teve uma breve passagem pela World Wrestling Federation.
Em 14 de Março de 2014, no SmackDown, Carlos Colón foi introduzido pelos seus filhos Carlito e Primo ao Hall da Fama da WWE, juntando-se a grandes lendas do Wrestling mundial.